# Tomates écrabouillées
Tomates écrabouillées (Splatty Tomato en VO) est le dixième et dernier épisode de la vingt-et-unième saison de la série télévisée d'animation américaine South Park, et le 287e épisode de la série globale. Il est diffusé pour la première fois le 6 décembre 2017 sur Comedy Central. Faisant suite aux évènements de Super Principale adjointe, l'épisode traite du soutien de Donald Trump par les Américains blancs de la classe moyenne, des relations sur le lieu de travail, via la relation entre le Principal PC et Femme à Poigne, et du victim playing, principalement via la relation entre Cartman et Heidi Turner.
À la suite de la bombe nucléaire lancée par le Président Garrison, les Canadiens veulent le traîner en justice. Ike disparait, et son grand frère Kyle part à sa recherche.

## Résumé
Après avoir lancé une bombe nucléaire sur Toronto dans l'épisode précédent, qui a tué plus d'un million de Canadiens, le Président Garrison s'est mis à rôder autour de South Park, demandant à tous ceux qu'il croise si son coup d'éclat a fait remonter sa cote de popularité.
Une nuit, la fille de Bob Blanc (Bob White en VO) réveille ses parents, car elle a vu le Président dehors. Ils ne la croient pas et, en fervents soutiens de Garrison, pensent que son école lui a bourré le crâne avec des idées "de gauche" ("libérales" en VO) et "communistes". Ils vont se plaindre auprès du Principal PC et la Vice-principale Femme à Poigne dès le lendemain, maugréant que "Personne n'en a rien à foutre des Blancs" ("No one cares about the Whites" en VO).
De son côté, Kyle broie du noir dans sa chambre, car en partie responsable de l'attaque nucléaire sur le Canada. Son petit frère Ike vient le foudroyer du regard et lui dire d'arrêter de jouer les victimes. Plus tard, Ike voit à la télévision une intervention du Premier ministre du Canada Justin Trudeau, qui a survécu à la destruction de Toronto et appelle tous les Canadiens, où qu'ils soient, à capturer le Président Garrison pour qu'il réponde de ses crimes devant la justice. Inspiré par ces mots, Ike décide de participer aux recherches.
Plus le temps passe, plus le Président Garrison devient inquiétant et dangereux. La télévision et l'officier Bright, chargé par la maire McDaniels de le retrouver, indiquent qu'il a très mal pris sa cote de popularité de 3% selon le "baromètre Tomate Foireuse ("Splatty Tomato Approval Rating" en VO). Il apparait de plus en plus souvent, effraie les enfants, fouille dans les poubelles pour se nourrir et dévore les petits animaux qui lui tombent sous la main.
Le Président Garrison apparait devant Tweek Tweak avec un ballon "Make America Great Again", lui faisant une peur bleue. Il va tout raconter à son petit ami Craig Tucker, et les deux garçons sont vite rejoints par Kyle, Stan, Cartman, Heidi Turner, Token Black et Randy Marsh. Tous réalisent que cette situation ressemble beaucoup au film Ça et à la série Stranger Things, ce qui voudrait dire que Garrison rôde vraiment autour de la ville et qu'il est très dangereux.
Les enfants apprennent peu après qu'Ike est porté disparu. Kyle décide de partir à sa recherche, et tous ses amis insistent pour l'accompagner. Ils en profiteront pour essayer de trouver le Président Garrison, comme les enfants de Ça et Stranger Things. Avant le départ, Heidi a une énième dispute avec Kyle, où elle lui rappelle amèrement leur courte relation. Ce à quoi Kyle répond qu'il n'aurait jamais pu tomber amoureux de la fille qu'elle est devenue depuis qu'elle fréquente Cartman. Des paroles qui manqueront beaucoup la petite fille.
Le voyage des enfants les conduit dans les bois près de South Park, où Cartman et Heidi revoient des lieux qui ont profondément changé leur vie, comme le pont où Heidi a jeté son smartphone et la cabane où les appareils électroniques de Cartman ont été détruits. À chaque arrêt, les deux enfants se disputent sur ce que chacun d'eux et devenu et sur leur relation en dents de scie. 
L'officier Bright prend plusieurs mesures pour essayer de chasser le Président Garrison de South Park. Comme il le rappelle à la population, il est exclu d'utiliser des armes contre lui, il reste le président des États-Unis. Il commence par ordonner la pose de cadenas sur les poubelles, mais Bob Blanc essaye de contourner la consigne en mettant de la nourriture dehors. Il est pris sur le fait par des voisins en patrouille, parmi lesquels Randy, qui ne comprennent toujours pas comment la famille Blanc peut continuer à aider Garrison après tout ce qu'il fait et ce qu'il a fait. La seule réponse de Blanc est qu'Hillary Clinton n'aurait pas fait mieux que lui. Plus tard, l'officier Bright découvre que Garrison a élu domicile dans les bois près de South Park, et y installe un "piège à con" ("fox trap" en VO, littéralement un piège à renard). Il s'agit en fait d'un faux plateau télévisé de Fox News, avec un faux journaliste qui attend le Président pour l'interviewer. Garrison manque de tomber dans le panneau, mais il est averti juste à temps par les Blancs.
Plus tard, les habitants de South Park organisent une battue dans les bois pour trouver le Président Garrison eux-mêmes. Ils découvrent un campement, et croient toucher au but, mais quand Randy ouvre la tente, il découvre le Principal PC et la Vice-principale Femme à Poigne en train de coucher ensemble. Tout le monde se met à vomir, ne pouvant supporter la vue de deux collègues de travail ayant une relation amoureuse.
C'est finalement Ike, en tenue de gendarme royal du Canada, qui capture le Président Garrison et le ramène ligoté à South Park sous les acclamations de la foule... ou presque. Bob Blanc s'empare du pistolet de l'officier Bright et exige que le président soit relâché, mais Randy parvient à le faire suffisamment douter de la bienveillance de Garrison pour qu'il baisse son arme. Heidi la lui prend soudainement des mains et la pointe sur Cartman. Après tout ce qui a été dit aujourd'hui, elle l'accuse d'être responsable de ce qu'elle est devenue. Puis elle réalise soudainement qu'elle a aussi sa part de responsabilité. Elle est allée vers Cartman et est sortie avec lui de son propre chef, devenant avec le temps aussi agressive et égoïste que lui, et fuyant toutes les critiques comme il le fait en se faisant passer pour une éternelle victime. Elle déclare qu'il est temps de mettre fin à leur relation. Furieux, Cartman lui arrache le pistolet des mains et menace de se tirer une balle dans la tête si elle le quitte, comme il l'avait déjà fait. Mais Heidi déclare que cette fois, la manipulation ne fonctionnera pas. Et malgré les appels d'Eric, personne ne semble décidé à intervenir. Heidi s'éloigne pour se mêler à la foule, et cette fois, la rupture est définitive.
Pendant que tout le monde regardait ailleurs, le Président Garrison a réussi à se libérer de ses liens et à s'enfuir. L'officier Bright redoute qu'il devienne encore pire qu'avant, et Stan craint que rien ne puisse le détruire. Randy regarde la famille Blanc et déclare que, si quelque chose peut être fait pour stopper le président, "c'est aux Blancs de s'en charger" ("It's up to the Whites" en VO).